# Ministère du Plan (Niger)
Le ministère du Plan du Niger est le ministère chargé du plan et de l'urbanisation au Niger.  

## Description

### Siège
Le ministère du Plan du Niger a son siège à Niamey.

### Attributions
Ce département ministériel du gouvernement nigérien est chargé de la conception, de la mise en œuvre et du suivi de la politique de l’État en matière de planification du territoire du Niger.

### Ministres
Le ministre du plan du Niger est Abdou Rabiou .